# Anne Léon II de Montmorency-Fosseux
Pour les articles homonymes, voir Anne de Montmorency et Maison de Montmorency.
Anne Léon II de Montmorency-Fosseux (né le 11 août 1731 à Paris, mort le 7 septembre 1799 à Münster), duc de Montmorency (à Montmorency-Beaufort), premier baron Chrétien, premier baron de France, baron libre de l'Empire et des deux Moldaves, comte de Gournay, comte de Tancarville et de Creuilli, marquis de Seignelay et de Crèvecœur, connétable héréditaire de Normandie, maréchal de camp des armées du roi (1762). Fils d'Anne Léon Ier de Montmorency-Fosseux et de Anne Marie Barbe de Ville.

## Biographie
Il sert au siège de Namur, combat à la bataille de Rocourt en 1746. Guidon de la compagnie des gendarmes de la reine, avec grade de lieutenant-colonel de cavalerie, il combat à la bataille de Lauffeld en 1747. Il participe au siège de Maastricht, en avril 1748. Capitaine-lieutenant avec rang de maître de camp, il combat à Closterseven et à Zell en 1757, au combat de Sundershausen, à la prise de Cassel et de la Hesse, à la bataille de Lutzelberg en 1758, à la bataille de Minden en 1759, aux combats de Corbach et de Warbourg, à la bataille de Kloster Kampen en 1760.

## Ascendance
Hugues Capet → Robert II de France → Henri Ier de France → Philippe Ier de France → Louis VI de France → Robert Ier de Dreux → Alix de Dreux → Gertrude de Nesle-Soissons → Bouchard VI de Montmorency → Mathieu III de Montmorency → Mathieu IV de Montmorency → Jean Ier de Montmorency → Charles Ier de Montmorency → Jacques de Montmorency → Jean II de Montmorency → Louis de Montmorency-Fosseux → Rolland de Montmorency-Fosseux → Claude de Montmorency-Fosseux → Pierre Ier de Montmorency-Fosseux → Anne de Montmorency-Fosseux → Pierre II de Montmorency-Fosseux → François de Montmorency-Fosseux → Léon de Montmorency-Fosseux → Anne Léon Ier de Montmorency-Fosseux → Anne Léon II de Montmorency-Fosseux

## Mariage et descendance
Le 25 janvier 1760 à Paris, Anne-Léon épouse Marie-Judith de Champagne (1745-1763), fille de Louis Hubert de La Roussière et Françoise Judith de Lopriac de Coëtmadeuc. De ce mariage est né un fils :
- Anne Marie Léon de Montmorency (1762-1765), comte de Danges[1]

Le 21 septembre 1767 à Paris, Anne-Léon épouse Charlotte Anne Françoise de Montmorency-Luxembourg (17 novembre 1752 † 24 mars 1829, inhumée au cimetière de Montmartre, Paris XVIIIe), duchesse de Montmorency (Beaufort), comtesse de Tancarville, de Gournay et de Creully, marquise de Seignelay (ces quatre derniers fiefs lui venaient de sa grand-mère paternelle Anne-Sophie Colbert), dame du palais de la dauphine Marie-Antoinette d'Autriche (1771-1774), puis dame du palais de la reine Marie-Antoinette (1774-1792), fille d'Anne François de Montmorency-Luxembourg (1735 † 1761), duc de Montmorency (par courtoisie), baron de Jaucourt, comte de Tancarville et de Gournay, marquis de Seignelay. De ce mariage sont nés :
- Anne Charles François de Montmorency (1768-1846) duc de Montmorency
- Anne Louis Christian de Montmorency (1769-1844), prince de Robecq, grand d'Espagne, comte de Tancarville
- Anne Louise Madeleine Elisabeth de Montmorency (1771-1828) épouse du duc Alexandre Louis Auguste de Rohan-Chabot
- Anne Joseph Thibaut de Montmorency (1773-1818) comte de Montmorency
- Anne-Eléonore Pulchérie de Montmorency (1776-1863) épouse du marquis de Mortemart Victor Louis Victurnien de Rochechouart (1780-1834)
- Anne-Charles Louis de Montmorency (1782-1814) le Comte de Gournay

## Sources
- L'art de vérifier les dates des faits historiques, des chartes, des chroniques…- de David Bailie Warden, Saint-Allais (Nicolas Viton), Maur François Dantine, Charles Clémencet, Ursin Durand, François Clément - 1818